# Cachapoal
Cachapoal is een provincie van Chili in de regio Libertador General Bernardo O'Higgins. De provincie telde 646.133 inwoners in 2017 en heeft een oppervlakte van 7384 km². Hoofdstad is Rancagua.

## Gemeenten
Cachapoal is verdeeld in zeventien gemeenten:
- Codegua
- Coinco
- Coltauco
- Doñihue
- Graneros
- Las Cabras
- Machalí
- Malloa
- Mostazal
- Olivar
- Peumo
- Pichidegua
- Quinta de Tilcoco
- Rancagua
- Rengo
- Requínoa
- San Vicente de Tagua Tagua